# West Oxfordshire
Le West Oxfordshire est un district non métropolitain de l'Oxfordshire, en Angleterre, au Royaume-Uni.
Il est créé le 1er avril 1974 par le Local Government Act 1972 et est issu de la fusion du district municipal de Chipping Norton, du district urbain de Witney, ainsi que des districts ruraux de Chipping Norton et Witney. Il comprend notamment les villes de Witney, où siège le conseil de district, Woodstock, Burford, Chipping Norton et Charlbury.

## Source
- (en) Cet article est partiellement ou en totalité issu de l’article de Wikipédia en anglais intitulé « West Oxfordshire » (voir la liste des auteurs).